# Villiers-lès-Aprey
Villiers-lès-Aprey là một xã thuộc tỉnh Haute-Marne trong vùng Grand Est đông bắc nước Pháp. Xã này nằm ở khu vực có độ cao trung bình 279 mét trên mực nước biển.